# 周宏 (成化進士)
周宏（1452年—？），字懋德，浙江承宣布政使司湖州府德清县人，明朝政治人物。

## 家族
早年出身國子生，举成化七年（1471年）辛卯科浙江鄉試第二十九名。成化十一年（1475年）中式乙未科進士，授工部主事，改禮部，歷遷禮部精膳司郎中，二十三年十月升廣東右參議，弘治六年（1493年）七月升貴州右參政，十一年八月升四川萍右布政使，十三年九月升江西左布政使，丁父憂，服闋，十七年九月復除雲南左布政使，正德元年（1506年）丁母憂，服闋，復除江西，正德四年（1509年）八月升應天府府尹，五年二月官至南京工部右侍郎，提督监修明孝陵，正德六年十二月致仕。

## 生平
曾祖父周文晟。祖父周倫，號畊隐。父亲周鼎，號退菴，曾任聽選官。母沈氏（1431年-1506年），封太淑人。具慶下。弟周宽、周容。異母弟周寓、周實、周甯。